# Bertrand Puard
Œuvres principales
- Requiem pour Cézanne (2006)
- Les Effacés (6 tomes, 2012-2013)
- Vol 1618 (2014)
- Bleu Blanc Sang (3 tomes, 2016)
- Les Aventuriers de l'étrange (10 tomes, 2017-2020)
- L’Archipel (3 tomes, 2018-2019)
- Hippocampus (2 tomes, 2020)
- Kaimyo (2 tomes, 2021)
- Lupin Échec à la reine ( 2023 )

Bertrand Puard, né le 7 novembre 1977 à Paris, est un romancier et scénariste français. Il a utilisé dans le passé les pseudonymes Ewan Blackshore, Brad Winter et Benjamin Bates et a été animateur de radio et directeur de collection.

## Biographie
Passionné de littérature, Bertrand Puard entre comme lecteur aux Éditions du Masque, après avoir obtenu un magistère en finances et un D.E.S.S. de Banque.
Il fait ses débuts d'écrivain en publiant une nouvelle, Et la lumière fut (1998), qui se voit saluée par la critique. Encouragé par Serge Brussolo, alors directeur littéraire au Masque, il fait paraître son premier roman, Musique de nuit et celui-ci obtient le prix du roman policier du festival de Cognac 2001. Sous le pseudonyme d'Ewan Blackshore, il inaugure en 2002 la série "Les Mystères de la Tamise" qui s'inscrit entre la comédie policière et la parodie des romans d'énigme.
En 2008, après s'être illustré dans deux veines distinctes (le thriller et l'énigme parodique), Bertrand Puard se consacre à la littérature de jeunesse avec la série de romans Les Compagnons du Sablier, chez Flammarion.
De 2008 à 2010, il anime une émission radiophonique mensuelle sur IDFM98, « Pot-Bouille », consacrée à la littérature, au cinéma, à la musique et à l'art, et il dirige une collection chez Pascal Galodé Éditeurs, « Destins Croisés », consacrée aux rencontres (fictives ou réelles) survenues dans l'adolescence entre deux personnages célèbres.
En 2012, il obtient le prix Cognac Jeunesse pour sa série Les Effacés (Hachette), devenant ainsi le premier auteur à être primé à la fois dans les catégories adulte et jeunesse du festival de Cognac.
Son roman Vol 1618 est optionné par Makingprod pour réaliser une série télévisée de 8X52'. La série est sélectionnée pour le festival Direct2Series à Los Angeles en 2015 et au Festival Séries-Mania 2016 à Paris.
Son roman « Ctrl + Alt + Suppr » qui traite du thème des fake news et de l'intelligence artificielle, a fait l'objet d'une interaction avec les lecteurs, au moment de son écriture. Durant deux mois, Bertrand Puard a publié chaque semaine un épisode de son thriller sur France info et a proposé à ses lecteurs des choix, pour orienter les épisodes suivants. Il s'agit d'une expérience inédite de lecture et d'échanges connectés.
En septembre 2020, Bertrand Puard collabore au projet de médiation qui réunit l’association Le Chien jaune, les Éditions du Rocher et le Musée de Pont-Aven, en écrivant Les Mystérieux visages de Pont-Aven. S’appuyant sur une partie des collections permanentes du Musée de Pont-Aven, l'auteur met en récit un parcours artistique grâce à une nouvelle, distribuée gratuitement aux jeunes visiteurs du musée. Bertrand Puard renouvelle l'expérience avec Le Regard diabolique, novella écrite pour le Musée d'arts de Nantes. Remise gratuitement à tous les visiteurs adolescents à leur arrivée au musée, l'histoire s'appuie sur l'univers et l'héroïne de sa série Hippocampus, pour mettre en récit et documenter le parcours artistique de l’exposition « Hypnose » (musée d’Arts de Nantes, 16 octobre 2020 – 31 janvier 2021).
Membre de la Société Littéraire des Amis d'Émile Zola, présidée par Henri Mitterand, Bertrand Puard a participé au colloque Zola au Panthéon, prononçant à cette occasion, dans l'enceinte même du monument, une communication sur la vie d'Émile Zola.
En 2022 et 2023, Bertrand Puard inaugure deux séries de roman jeunesse en collaboration avec deux personnalités : Abracadabra avec le prestidigitateur Éric Antoine (Livres du Dragon d'or) et Le Club des aventuriers, avec l'aventurier Mike Horn (PKJ).
En 2023, il signe Lupin : Échec à la reine, un spin-off préquel de la série Lupin, diffusée sur Netflix et mettant en scène Omar Sy. Les événements se déroulent avant ceux du programme.
À la demande de Philippe Gloaguen, le fondateur et directeur des Guides du Routard, Bertrand Puard lance en 2024 la collection « Mission Routard » : les premiers guides du Routard romancés, destinés à un jeune lectorat. Trois destinations paraissent pour le lancement de la collection : les 
Châteaux de la Loire, Rome et Londres.
Bertrand Puard est membre du jury du Festival Polar de Cognac entre 2015 et 2023 (catégories courts et longs métrages, séries et films télévisés) et membre du jury du Prix Jean-Pierre-Mocky (entre 2020 et 2023) qui récompense une œuvre cinématographique qui se situe dans la lignée de celles du réalisateur.
Lors des éditions 2020, 2021, 2022 et 2023, il est désigné comme Président du Jury catégories courts et longs métrages, séries et films télévisés.
En 2023, Bertrand Puard, alors président du jury Cinéma-Télévision, ainsi que les huit membres de son jury, refusent de changer un vote sur ordre du Président du Festival Bernard Bec. Le film Karmapolice, de Julien Paolini, est sacré meilleur long-métrage. À la suite de cette résistance, Bertrand Puard est violemment évincé du Festival ainsi que tous les membres du jury. Préférant garder le silence dans un premier temps, les neuf victimes de cette malversation décident de prendre publiquement la parole en octobre 2024 afin de lutter contre les propos malveillants et calomnieux qui leur sont revenus aux oreilles quant à leur absence du Festival Polar de Cognac en 2025.

## Son œuvre
Sur fond de pop anglaise, Musique de nuit met en scène Paul Kite, inspecteur au New Scotland Yard, qui enquête officieusement sur un tueur en série, lequel laisse toujours un indice musical près de ses victimes.
Dans son deuxième roman, Alice au pays des cauchemars (2001), l'auteur plonge son enquêteur au cœur d'une petite communauté passionnée par les contes de fées, le surnaturel et les mythes, laquelle vit sur une petite île au large des côtes écossaises.
Dans un même climat irréel, fantasmagorique et angoissant, La Petite fille, le coyote et la mort (2003) prend la forme d'un journal intime dont l'auteur est une américaine de onze ans impressionnable et à l'imagination fertile. L'ouvrage sera récompensée par le prix du roman d'aventures en 2003.
L'intrigue de Requiem pour Cézanne (2006), qui se déroule entre Paris et Aix-en-Provence peu après la mort du peintre, entraîne Lalie, jeune écrivain et amie de Matisse et Picasso, à mener une enquête sur une étrange affaire : un crime est commis et la scène du crime évoque avec précision le célèbre tableau Les Joueurs de cartes. Ce roman, salué par une critique enthousiaste, est aussi une réflexion sur la reconnaissance artistique.
Dans sa série "Les Mystères de la Tamise" signée du pseudonyme d'Ewan Blackshore, Ted Scribble, feuilletoniste aux fortes ambitions littéraires, devient - bien malgré lui - détective amateur, dans le Londres de Sherlock Holmes. La série, publiée dans une collection créée spécialement pour elle aux Éditions de la Sentinelle (un département du Masque), comprend dix titres.
Écrit sous le pseudonyme de Brad Winter, Le Mannequin aux yeux jaunes (2001) met en scène un ancien sculpteur reconverti dans la création de mannequins de cire. Il découvre qu'il a été manipulé par un criminel qui lui avait commandé un mannequin afin de se constituer un alibi.
Dans Les Compagnons du sablier (Flammarion jeunesse, 2 tomes, 2008), une patrouille d'adolescents vit dans une ville qui compte un métro du temps. Chaque station ouvre sur une époque historique
Avec sa série Les Effacés (Hachette jeunesse, 6 tomes, 2012-2013), Bertrand Puard propose des thrillers page-turners, avec un vrai propos engagé derrière, donnant au jeune lecteur des clés pour aller explorer des zones d’ombre de notre société. « J’ai parlé des laboratoires pharmaceutiques, de la Bourse, de la finance, des paris truqués dans le sport, de la médiatisation à outrance, etc. Les thrillers adultes font leur travail de témoignage de notre époque, par le biais d’actions. On ne voyait pas ça avant en jeunesse. Personnellement, je m’attache plus au côté lanceur d’alerte. Et je trouve que c’est intéressant de donner à nos adolescents ce genre de littérature, qui me semble moins formaté. »
En 2016, les trois volumes de la trilogie "Bleu Blanc Sang" paraissent simultanément. À la fois enquête et saga familiale aux ramifications politico-financières, Bleu Blanc Sang est un thriller qui mêle la création artistique et l’Histoire. Cette trilogie se pose en prologue à la saga de "La Liste Philidor" dans laquelle on retrouvera ses héros aux prises avec la « Seconde Révolution Française », celle de 2019.
Dans la série "Les Aventuriers de l'étrange" inaugurée en 2017 et publiée dans la collection "Bibliothèque verte", on suit deux collégiens qui enquêtent sur des mystères, des histoires de fantômes. À chaque fois, ces mystères ont une explication rationnelle. La série rend hommage aux romans d'Alfred Hitchcock et Vladimir Volkoff.
Alexandre, l’intrépide Dumas (Hachette jeunesse, 2019) est une biographie imaginaire du jeune Alexandre Dumas où il vit des aventures qui préfigurent Le Comte de Monte-Cristo. Dans la même optique, deux romans sur les jeunesses d'Émile Zola et de Victor Hugo suivront.
Avec Ristretto (Fleuve noir, 2019), Bertrand Puard revient au thriller et rend hommage aux « nombreux romans signés Paul-Loup Sulitzer et Loup Durand, comme Le Roi vert, parus dans les années 1950 une plongée dans le monde de la haute finance et des marchés des matières premières, notamment le café.

## Publications pour la jeunesse

### Séries

#### Les Compagnons du Sablier
1. Les Momies de Cléopâtre. Paris : Flammarion, 03/2008, 248 p.  (ISBN 978-2-08-121082-0)
2. César contre-attaque. Paris : Flammarion, 11/2008, 316 p.  (ISBN 978-2-08-121101-8)

#### Les Effacés
Romans
- 1. Opération 1 - Toxicité maximale.
  - Paris : Hachette Jeunesse, 04/2012, 355 p.  (ISBN 978-2-01-202375-8)
  - Paris : France loisirs, 2013, 355 p.  (ISBN 978-2-298-06466-7)
  - Paris : LGF, coll. "Le Livre de Poche jeunesse" no 1810, 01/2014, 355 p.  (ISBN 978-2-01-323972-1)
  - Paris : LGF, coll. "Le Livre de Poche jeunesse", 01/2015, 355 p.  (ISBN 978-2-01-220225-2)
- 2. Opération 2 - Krach ultime 
  - Paris : Hachette Jeunesse, 06/2012, 374 p.  (ISBN 978-2-01-202689-6)
  - Paris : France loisirs, 2013, 376 p.  (ISBN 978-2-298-06922-8)
  - Paris : LGF, coll. "Le Livre de Poche jeunesse" no 1811, 06/2014, 374 p.  (ISBN 978-2-01-323973-8)
  - Paris : Librairie Générale Française, coll. "Le Livre de Poche jeunesse", 01/2015, 374 p.  (ISBN 978-2-01-220224-5)
- 3. Opération 3 - Hors-jeu
  - Paris : Hachette Jeunesse, 10/2012, 282 p.  (ISBN 978-2-01-202998-9)
  - Paris : France loisirs, 2013, 282 p.  (ISBN 978-2-298-07126-9)
  - Paris : LGF, coll. "Le Livre de Poche jeunesse", 01/2015, 336 p.  (ISBN 978-2-01-203183-8). En bonus : 3 planches de la BD + nouvelle L'Effacement de José Aladin p. 289-337 + Extrait Opération 4 - Face à face p. 339-351.
- 4. Opération 4 - Face à face
  - Paris : Hachette Jeunesse, 01/2013, 343 p.  (ISBN 978-2-01-203563-8)
  - Paris : LGF, coll. "Le Livre de Poche jeunesse", 06/2015, 353 p.  (ISBN 978-2-01-161160-4). En bonus : nouvelle L'Effacement d'Ilsa et de Zacharie p. 355-383.
- 5. Opération 5 - Sombre Aurore
  - Paris : Hachette Jeunesse, 06/2013, 374 p.  (ISBN 978-2-01-203576-8)
  - Paris : LGF, coll. "Le Livre de Poche jeunesse", 01/2016, 378 p.  (ISBN 978-2-01-161160-4). En bonus : nouvelle L'Effacement d'Émile p. 379-411.
- 6. Opération 6 - Station Dumas
  - Paris: Hachette Jeunesse, 11/2013, 384 p.  (ISBN 978-2-01-203635-2)
  - Paris : LGF, coll. "Le Livre de Poche jeunesse", 06/2016, 382 p.  (ISBN 978-2-01-249005-5). En bonus : une nouvelle inédite sans titre.

Nouvelles
- Traquée !, dans le magazine Je Bouquine no 352, 06/2013.
- Opération -1 - Coup d'envoi, tiré à part, 06/2013.
- L'Effacement de José Aladin
- L'Effacement d'Ilsa et de Zacharie
- L'Effacement d'Émile

Bande dessinée
- Les Effacés (tome 1) / scénario Bertrand Puard ; dessin Raphaël Drommelschlager ; couleurs Véro Borev. Paris : Hachette comics, janvier 2016, 48 p.  (ISBN 978-2-01-401809-7)

#### Bleu Blanc Sang
1. Bleu. Paris : Hachette Romans, 10/2016, 309 p.  (ISBN 978-2-01-171047-5). Rééd. Paris : Éd. de Noyelles, 2016, 309 p.  (ISBN 978-2-298-11976-3)
2. Blanc. Paris : Hachette Romans, 10/2016, 309 p.  (ISBN 978-2-01-171281-3). Rééd. Paris : Éd. de Noyelles, 2016, 309 p.  (ISBN 978-2-298-11977-0)
3. Sang. Paris : Hachette Romans, 10/2016, 308 p.  (ISBN 978-2-01-171287-5). Rééd. Paris : Éd. de Noyelles, 2016, 309 p.  (ISBN 978-2-298-11978-7)

- La trilogie en un volume : Le Livre de poche jeunesse, 04/2019, 178 p.  (ISBN 978-2-01-708046-6)

#### Les Aventuriers de l'étrange
1. Le Mystère du frelon de sable. Vanves : Hachette Jeunesse, coll. "Bibliothèque verte. Plus", septembre 2017, 151 p.  (ISBN 978-2-01-702092-9)
2. Le Mystère de la station fantôme. Vanves : Hachette Jeunesse, coll. "Bibliothèque verte. Plus", janvier 2018, 160 p.  (ISBN 978-2-01-702093-6)
3. Le Mystère du Mandrake's College. Vanves : Hachette Jeunesse, coll. "Bibliothèque verte. Plus", mars 2018, 160 p.  (ISBN 978-2-01-702094-3)
4. Le Mystère du dragon aux yeux rouges. Vanves : Hachette Jeunesse, coll. "Bibliothèque verte. Plus", juin 2018, 160 p.  (ISBN 978-2-01-704851-0)
5. Le Mystère des mannequins masqués. Vanves : Hachette Jeunesse, coll. "Bibliothèque verte. Plus", septembre 2018, 160 p.  (ISBN 978-2-01-706133-5)
6. Le Mystère du monstre d'argile. Vanves : Hachette Jeunesse, coll. "Bibliothèque verte. Plus", novembre 2018, 151 p.  (ISBN 978-2-01-707168-6)
7. Le Mystère du sorcier à la tête de loup. Vanves : Hachette Jeunesse, coll. "Bibliothèque verte. Plus", 02/2019, 160 p.  (ISBN 978-2-01-118319-4)
8. Le Mystère de l'obscure galaxie. Vanves : Hachette Jeunesse, coll. "Bibliothèque verte. Plus", 06/2019, 160 p.  (ISBN 978-2-01-709002-1)
9. Le Mystère de la ferme aux citrouilles. Vanves : Hachette Jeunesse, coll. "Bibliothèque verte. Plus", 10/2019, 160 p.  (ISBN 978-2-01-710501-5)

- Hors série : Les Aventuriers de l'étrange : c'est toi le héros. Vanves : Hachette Jeunesse, coll. "Bibliothèque verte. Plus", juin 2018, 160 p.  (ISBN 978-2-01-704868-8)

#### L’Archipel
1. Latitude. Bruxelles : Casterman, 02/2018, 288 p.  (ISBN 978-2-203-15664-7)
2. Longitude. Bruxelles : Casterman, 08/2018, 353 p.  (ISBN 978-2-203-15665-4)
3. Altitude. Bruxelles : Casterman, 02/2019, 350 p.  (ISBN 978-2-203-18126-7)

#### Ctrl+Alt+Suppr
1. Saison 1. Bruxelles : Casterman, 06/2019, 258 p.  (ISBN 978-2-203-19680-3)
2. Saison 2. Bruxelles : Casterman, 11/2020, 258 p.  (ISBN 978-2-203-20746-2)

#### Clepsydre
1. Clepsydre sur Seine. Monaco : Éd. du Rocher, coll. "Quêtes en enquêtes policier", 06/2019, 220 p.  (ISBN 978-2-268-10184-2)
2. Clepsydre sur Saône. Monaco : Éd. du Rocher, coll. "Quêtes en enquêtes policier", 02/2020, 250 p.  (ISBN 978-2-268-10302-0)

- Nouvelle : Les Mystérieux visages de Pont-Aven. Nouvelle coéditée par les Éditions du Rocher, les Amis du Musée de Pont-Aven et l'Association Le Chien jaune, 09/2020[10].

#### 30 minutespour survivre
D'après The Danger Series, série créée par Jack Heath :
- Le Zoo de tous les dangers / sous le pseudonyme de Ewan Blackshore. Paris : Albin Michel jeunesse, coll. "30 minutes pour survivre" no 5, 07/2018, 192 p.  (ISBN 978-2-226-43612-2)
- Le Temple maudit de Cetho Wukir. Paris : Albin Michel jeunesse, coll. "30 minutes pour survivre" no 7, 01/2019, 192 p.  (ISBN 978-2-226-44009-9)
- La Mission lune ne répond plus / en collaboration avec Neil Puard. Paris : Albin Michel jeunesse, coll. "30 minutes pour survivre", 06/2019, 208 p.  (ISBN 978-2-226-44147-8)
- Virus mortel / en collaboration avec Neil Puard. Paris : Albin Michel jeunesse, coll. "30 minutes pour survivre", 01/2020, 208 p.  (ISBN 978-2-226-44491-2)
- L'Odyssée de la peur / en collaboration avec Neil Puard. Paris : Albin Michel jeunesse, coll. "30 minutes pour survivre", 07/2020, 192 p.  (ISBN 978-2-226-44913-9).
- Le Manoir où la mort rôde / en collaboration avec Neil Puard. Paris : Albin Michel jeunesse, coll. "30 minutes pour survivre", 09/2021, 181 p.  (ISBN 978-2-226-45129-3)

#### La jeunesse des grands écrivains français
- Alexandre : l'intrépide Dumas. Vanves : Hachette jeunesse, 06/2018, 208 p.  (ISBN 978-2-01-626927-5). Rééd. Le Livre de Poche jeunesse, 02/2020, 208 p.  (ISBN 978-2-01-711898-5)
- Émile : l'intraitable Zola. Vanves : Hachette jeunesse, 09/2018, 200 p.  (ISBN 978-2-01-626928-2). Rééd. Le Livre de Poche jeunesse, 08/2020, 208 p.  (ISBN 978-2-01-711929-6)
- Victor : l'indomptable Hugo. Vanves : Hachette jeunesse, 02/2019, 200 p.  (ISBN 978-2-01-627040-0). Rééd. Le Livre de Poche jeunesse, 08/2020, 192 p.  (ISBN 978-2-01-628817-7)

#### Trouille Académie
1. L'École de toutes les peurs / illustrations Claudia Petrazzi. Paris : Poulpe fictions, 02/2020, 153 p.  (ISBN 978-2-37742-097-1)
2. La Boîte maléfique / illustrations Claudia Petrazzi. Paris : Poulpe fictions, 02/2020, 164 p.  (ISBN 978-2-37742-100-8)
3. L'Orchestre aux dents pointues / illustrations Claudia Petrazzi. Paris : Poulpe fictions, 09/2020, 168 p.  (ISBN 978-2-37742-101-5)
4. Fantômes connectés / illustrations Claudia Petrazzi. Paris : Poulpe fictions, 02/2021, 147 p.  (ISBN 978-2-37742-140-4)

#### Hippocampus
1. Le Laboratoire secret. Paris : Seuil jeunesse, coll. "Fiction grand format", 06/2020, 227 p.  (ISBN 979-10-235-1398-1)
2. 17 secondes pour comprendre. Paris : Seuil jeunesse, coll. "Fiction grand format", 10/2020, 272 p.  (ISBN 979-10-235-1402-5)

- Le Regard diabolique. Coédition Éditions du Seuil - Musée d'arts de Nantes, 2020, 32 p. Novella policière  remise gratuitement à tous les visiteurs adolescents du musée d'arts de Nantes. Elle s'appuie sur l'univers et l'héroïne de la série Hippocampus.

#### Le Royaume des Quatre-murs
1. Le Donjon noir / illustrations Nicolas Vallée. Paris : Auzou, coll. "Romans. Pas de géant", 01/2021, 90 p.  (ISBN 978-2-7338-8702-8)
2. La Forêt des elfes / illustrations Nicolas Vallée. Paris : Auzou, coll. "Romans. Pas de géant", 10/2021, 90 p.  (ISBN 978-2-7338-8761-5)

#### Kaimyo: le nom des morts
1. Les Papillons de Kobé. Nantes : Gulf Stream, 05/2021, 208 p.  (ISBN 978-2-35488-894-7)
2. Les Chrysalides de Tunis. Nantes : Gulf Stream, 11/2021, 229 p.  (ISBN 978-2-35488-916-6)

#### C'est la Révolution!
1. Prisonniers de la Bastille. Bruxelles : Casterman, coll. "Les grands formats", 11/2021, 112 p.  (ISBN 978-2-203-22636-4)
2. Les gardiens de la Déclaration. Bruxelles : Casterman, coll. "Les grands formats", 04/2022, 112 p.  (ISBN 978-2-203-23747-6)

#### Abracadabra
1. La Baguette volée / en collaboration avec Éric Antoine. Paris : Livres du Dragon d'or, 06/2022, 171 p.  (ISBN 978-2-8212-1551-1)
2. Le Cirque fantôme / en collaboration avec Éric Antoine. Paris : Livres du Dragon d'or, 10/2022, 168 p.  (ISBN 978-2-8212-1581-8)
3. Le Trésor du corsaire / en collaboration avec Éric Antoine. Paris : Livres du Dragon d'or, 03/2023, 168 p.  (ISBN 978-2-8212-1608-2)

#### L'École des mousquetaires
1. Volume 1. Paris : PKJ, 11/2022, 245 p.  (ISBN 978-2-266-32667-4)
2. Volume 2. Paris : PKJ, 03/2023, 245 p.  (ISBN 978-2-266-33054-1)
3. Volume 3. Paris : PKJ, 03/2024, 272 p.  (ISBN 978-2-266-34186-8)

#### Mike Horn: Le club des aventuriers
1. Bienvenue au club ! Paris : PKJ, 05/2023, 160 p.  (ISBN 978-2-266-32515-8)
2. Le Tour du monde en 192 heures. Paris : PKJ, 11/2023, 389 p.  (ISBN 978-2-266-32516-5)
3. Le Trésor des Trois Océans. Paris : PKJ, 06/2024, 160 p.  (ISBN 978-2-266-32571-4)
4. La Cité des Six Pétales. Paris : PKJ, 01/2025, 394 p.  (ISBN 978-2-266-32826-5)
5. Paris : PKJ, 06/2025.  (ISBN 978-2-266-34395-4)

#### Cluedo romans policiers
1. Coup de théâtre pour Moutarde. Vanves : Hachette jeunesse, coll. "Bibliothèque verte. Plus. Cluedo Romans policiers" no 1, 06/2023, 160 p.  (ISBN 978-2-01-715410-5)
2. Pervenche passe à l'action. Vanves : Hachette jeunesse, coll. "Bibliothèque verte. Plus. Cluedo Romans policiers" no 2, 08/2023, 148 p.  (ISBN 978-2-01-715414-3)
3. Course contre la montre pour Rose. Vanves : Hachette jeunesse, coll. "Bibliothèque verte. Plus. Cluedo Romans policiers" no 3, 10/2023, 152 p.  (ISBN 978-2-01-724529-2)
4. Coup gagnant pour Violet. Vanves : Hachette jeunesse, coll. "Bibliothèque verte. Plus. Cluedo Romans policiers" no 4, 03/2024, 160 p.  (ISBN 978-2-01-724532-2)
5. Double enquête pour Olive. Vanves : Hachette jeunesse, coll. "Bibliothèque verte. Plus. Cluedo Romans policiers" no 5, 09/2024, 151 p.  (ISBN 978-2-01-724537-7)
6. Enquête sous tension pour Rose. Vanves : Hachette jeunesse, coll. "Bibliothèque verte. Plus. Cluedo Romans policiers" no 6, 12/2024, 160 p.  (ISBN 978-2-01-724536-0)

#### Les Arsène
1. La Clef aux trois joyaux / ill. Jeanne Hammel. Paris : Poulpe fictions, 10/2023, 207 p.  (ISBN 978-2-37742-325-5)
2. L'Île du corbeau / ill. Lou Fraleu. Paris : Poulpe fictions, 04/2024, 168 p.  (ISBN 978-2-37742-326-2)
3. Le Carillon fantôme / ill. Jeanne Hammel. Paris : Poulpe fictions, 05/2025, 168 p.  (ISBN 978-2-37742-408-5)

#### Les Diplomates
1. Le Charbon et l'acier / Bertrand Puard. Coéd. La Mutinerie-Nantes Métropole-Ville de Nantes et La Maison de l'Europe à Nantes, 05/2024, 47 p. Opuscule hors commerce[28].

#### Sherlock, cochon d'Inde détective
1. Qui a volé nos carottes ? / coécrit avec Iris Puard ; ill. Fabien Öckto-Lambert. Neuilly-sur-Seine : Michel Lafon jeunesse, coll. "Chifoumi", 11/2024, 64 p.  (ISBN 978-2-7499-5817-0)

#### Mission Monuments
1. Le Mystère du cheval jaune / Bertrand Puard ; ill. Antoine Brivet. Paris : Éditions du patrimoine, 06/2025.  (ISBN 978-2-7577-1007-4)
2. La Malédiction de l'homme en rouge / Bertrand Puard ; ill. Antoine Brivet. Paris : Éditions du patrimoine, 06/2025.  (ISBN 978-2-7577-1008-1)

### One shots
- Vol 1618. Paris : Hachette jeunesse, 11/2014  (ISBN 978-2-01-204330-5). Rééd. Le Livre de poche jeunesse, 10/2016, 242 p. En bonus : extrait de Bleu.  (ISBN 978-2-01-911003-1)
- Un été à la folie / cadavre exquis composé par trente auteurs, revue Je Bouquine no 365, juillet 2014[29].
- Qu'est-il arrivé à Lady Brenda ?, Je Bouquine no 376, juin 2015, ill. d'Erwann Surcouf, 42 p.
- Vibrato. Nantes : Gulf Stream, coll. "Échos", 08/2023, 240 p.  (ISBN 978-2-38349-128-6)
- Lupin : échec à la reine. Vanves : Hachette romans, 09/2023, 300 p.  (ISBN 978-2-01-714770-1). Réédition Petit Homme, 09/2023.  (ISBN 978-2-89754-382-2)
- Le Pacte de Martainville / Les Bâtisseurs & Bertrand Puard. La Mutinerie-Seine-Maritime, 2024. Collectif d'élèves des collèges Henri-Wallon du Havre, Léonard de Vinci de Bois-Guillaume, André-Gide de Goderville.
- Les Nénuphars noirs : enquête en Vallée de Somme / Le Cercle des Stellaires & Bertrand Puard. La Mutinerie-Abbeville, 2024. Projet porté par les médiathèques d'Abbeville[30],[31].

### Guides
Mission Routard, le guide du routard dont tu es le héros
- Rome. Paris : Hachette Tourisme, coll. "Mission Routard", 03/2024, 160 p.  (ISBN 978-2-01-723355-8)
- Châteaux de la Loire. Paris : Hachette Tourisme, coll. "Mission Routard", 03/2024, 160 p.  (ISBN 978-2-01-723351-0)
- Londres. Paris : Hachette Tourisme, coll. "Mission Routard", 03/2024, 160 p.  (ISBN 978-2-01-723353-4)

### Livres-jeux
- Les Mystères de Pékin : c'est toi le héros. Vanves : Hachette romans, coll. "Bibliothèque verte. Plus. Aventures sur mesure XXL", 10/2020, 144 p.  (ISBN 978-2-01-628922-8)
- À toi la finale. Vanves : Hachette romans, coll. "Top départ" no 1, 05/2021, 192 p.  (ISBN 978-2-01-711441-3)
- Jurassic World : camp cretaceous : c'est toi le héros. Vanves : Hachette romans, coll. "Bibliothèque verte. Plus. Aventures sur mesure XXL", 06/2021, 144 p.  (ISBN 978-2-01-713211-0)
- Le Bureau des légendes : mon livre d'enquête : d'après la série. Paris : Editions 404 - TOE - The Oligarchs Editions, 06/2022, 95 p.  (ISBN 979-10-324-0586-4)

Cluedo
- Cluedo : Meurtre à Noël : joue les détectives et mène l'enquête . Vanves :   Hachette Jeunesse, coll. "Bibliothèque verte. Plus. Aventures sur mesure XXL", 10/2019, 160 p.  (ISBN 978-2-01-710513-8)
- Cluedo enquêteurs (vol. 1) : Cyberenquête au manoir. Vanves : Hachette jeunesse, coll. "Bibliothèque verte. Plus", 07/2021, 192 p.  (ISBN 978-2-01-711117-7)
- Cluedo enquêteurs (vol. 2) : Avis de tempête chez Lenoir. Vanves : Hachette jeunesse, coll. "Bibliothèque verte. Plus", 09/2021, 192 p.  (ISBN 978-2-01-628917-4)
- Cluedo enquêteurs (vol. 3) : Mission secrète pour le docteur. Vanves : Hachette jeunesse, coll. "Bibliothèque verte. Plus", 02/2022, 192 p.  (ISBN 978-2-01-715387-0)
- Cluedo enquêteurs (vol. 4) : Meurtre sur l'île. Vanves : Hachette jeunesse, coll. "Bibliothèque verte. Plus", 06/2022, 64 p.  (ISBN 978-2-01-715401-3)
- Cluedo enquêteurs (vol. 5) : Serial killer dans les murs. Vanves : Hachette jeunesse, coll. "Bibliothèque verte. Plus", 11/2022, 64 p.  (ISBN 978-2-01-715404-4)

Les Enquêtes impossibles
- 1- Mystère sur la Tamise. Paris : Albin Michel Jeunesse, 06/2022, 269 p.  (ISBN 978-2-226-45789-9)
- 2- Le Fantôme du Louvre. Paris : Albin Michel Jeunesse, 06/2022, 252 p.  (ISBN 978-2-226-45200-9)
- 3- Disparition à Manhattan. Paris : Albin Michel Jeunesse, 06/2023, 256 p.  (ISBN 978-2-226-48047-7)
- 4- Les Secrets de Venise. Paris : Albin Michel, 01/2024, 261 p.  (ISBN 978-2-226-48462-8)

## Publications pour les adultes

### Séries

#### Les Enquêtes de Milady
1. Le Baiser de la Tulipe noire / avec Maxime Fontaine. Paris : Fleuve éditions, 11/2023, 301 p.  (ISBN 978-2-265-15783-5)
2. Les Crimes de l'horoscope / avec Maxime Fontaine. Paris : Fleuve éditions, 07/2024, 301 p.  (ISBN 978-2-265-15793-4)
3. Le Pinceau divinatoire / avec Maxime Fontaine. Paris : Fleuve éditions, 03/2025, 324 p.  (ISBN 978-2-265-15795-8)

#### L'Empire
1. Ristretto. Paris : Fleuve Noir, 06/2019, 375 p.  (ISBN 978-2-265-11803-4)

#### Paul Kite
1. Musique de nuit. Paris : Librairie des Champs-Élysées, coll. "Le Masque" no 2449, 2001, 317 p.  (ISBN 2-7024-3028-7). Traduit en japonais.
2. Alice au pays des cauchemars. Paris : Éd. du Masque, 2001, 280 p.  (ISBN 2-7-0-24--3072--4)

#### La Galerie des mystèressous le pseudonyme de Brad Winter
1. Le Mannequin aux yeux jaunes. Paris : Librairie des Champs-Élysées, 2001, 255 p. (Les maîtres du roman policier) (Le Masque no 2452).  (ISBN 2-7-0-24--7993--6)

#### Chroniques des brumessous le pseudonyme d'Ewan Blackshore
1. La Crypte du pendu. Paris : Librairie des Champs-Élysées, 2001, 188 p. (Les maîtres du roman policier) (Le Masque no 2447).  (ISBN 2-7-0-24--9710--1)

#### Les Mystères de la Tamisesous le pseudonyme d'Ewan Blackshore
1. La Crypte du pendu. Paris : Éd. de la Sentinelle, 2002, 252 p.  (ISBN 2-7386-5958-6). Rééd. du 1er épisode de la série « Chroniques des brumes »
2. Le Bourreau passe à minuit, My Lord. Paris : Éd. de la Sentinelle, 2002, 253 p.  (ISBN 2-7386-5959-4)
3. Les Fantômes de Saint-Malo. Paris : Éd. de la Sentinelle, 2002, 251 p.  (ISBN 2-7386-5961-6)
4. Les Ensorcelés de Berrymoor. Paris : Éd. de la Sentinelle, 2002, 252 p.  (ISBN 2-7386-5962-4)
5. La Momie qui fredonnait. Paris : Éd. de la Sentinelle, 2003, 249 p.  (ISBN 2-7386-5960-8)
6. Le Guignol sanglant des traboules. Paris : Éd. de la Sentinelle, 2002, 249 p.  (ISBN 2-7386-5974-8)
7. On a volé le diplodocus du Roi ! Paris : Éd. de la Sentinelle, 2003, 251 p.  (ISBN 2-7386-5975-6)
8. Le Manoir du serpent. Paris : Éd. de la Sentinelle, 2003, 250 p.  (ISBN 2-7386-5982-9)
9. Les Croque-morts se cachent pour mourir. Paris : Éd. de la Sentinelle, 2003, 250 p.  (ISBN 2-7386-5985-3)
10. Que le temps l’emporte ! Paris : Éd. de la Sentinelle, 2004, 250 p.  (ISBN 2-7386-5983-7)

### One shots
- La Petite Fille, le Coyote et la Mort. Paris : Librairie des Champs-Élysées, coll. "Le Masque" no 2478, 07/2003, 252 p.  (ISBN 2-7024-3109-7)
- Requiem pour Cézanne. Paris : Belfond, 09/2006, 305 p.  (ISBN 2-7-1-44--4258--7). Rééd. en gros caractères : Versailles : Feryane, coll. "Policier", 2006, 399 p.  (ISBN 2-84011-740-1).  (ISBN 978-2-84011-740-7). Traduit en espagnol (castillan), portugais et coréen.
- Liberty Street. Paris : Nouveau Monde Éditions, 05/2008, 348 p.  (ISBN 978-2-84736-327-2)
- La Fabrique de best-sellers. Paris : Porc Épic, 11/2008, 112 p.  (ISBN 978-2-84736-341-8)
- Le Secret des sept sages. Paris : Flammarion, 04/2010, 452 p.  (ISBN 978-2-08-121291-6). Rééd. Le grand livre du mois, 2010, 452 p.  (ISBN 978-2-286-06690-1)
- Tremblez ! : crimes au Japon : 8 histoires criminelles vraies et flippantes au pays du soleil levant / McSkyz ; avec l'aide de Bertrand Puard ; ill. Abigaël Giroud. Vanves : Dark Side, 05/2024, 253 p.  (ISBN 978-2-01-723460-9)

### Nouvelle
- Et la Lumière fut ! (Le Mystère de l'esturgeon), dans Le Crime est notre affaire, 1998.

### Préface
- Daddy, de Loup Durand. Paris : Nouveau Monde éditions, coll. "Sang froid" n° 18, 08/2024, 553 p.  (ISBN 978-2-38094-601-7)

## Jeux de société
- Arsène Lupin : escape game. Vanves : Hachette Pratique, 10/2021. Coffret.  (ISBN 978-2-01-713449-7)
- Murder party : château hanté. Vanves : Hachette Pratique, coll. "Heroes. Game", 11/2021. Coffret.  (ISBN 978-2-01-716382-4)
- Arsène Lupin quiz : 250 questions. Vanves : Hachette Pratique, coll. "Heroes. Game", 11/2021. Coffret.  (ISBN 978-2-01-716395-4)
- Croisière sanglante sur le Nil : murder party. Vanves : Hachette Pratique, coll. "Heroes. Game", 11/2021. Coffret.  (ISBN 978-2-01-713462-6)
- Stephen King : boîte quiz. Vanves : Hachette Pratique, coll. "Heroes. Game", 10/2022. Coffret.  (ISBN 978-2-01-717833-0)
- Meurtre dans l'Orient Express : escape game. Vanves : Hachette Pratique, coll. "Heroes. Game", 10/2022. Coffret.  (ISBN 978-2-01-716384-8)
- Murder party Sherlock Holmes. Vanves : Hachette Pratique, coll. "Heroes. Game", 10/2022. Coffret.  (ISBN 978-2-01-946283-3)

## Directeur de collection "Destins croisés"
- En direction du large : Charles de Gaulle, Lawrence d'Arabie / Marie Geffray. Saint-Malo : Pascal Galodé, 2008, 189 p.  (ISBN 978-2-35593-016-4)
- Le Fantôme du manoir : Paul Cézanne et Émile Zola / Frédéric Hébuterne. Saint-Malo : Pascal Galodé, DL 2008, 199 p.  (ISBN 978-2-35593-017-1)

## Pièces radiophoniques
- La Chose du marais, diffusée sur France Culture en septembre 2004.
- La Bête sifflera trois fois (en attente de diffusion)

## Récompenses
- 2001 : Prix du Roman policier du Festival du film policier de Cognac, pour Musique de nuit[33]
- 2003 : Prix du roman d'aventures, pour La Petite fille, le Coyote et la Mort[34]
- 2012 : Prix Polar Jeunesse Cognac, pour la série Les Effacés[35]
- 2018 : Prix d'un livre à l'Aude, pour Bleu (prix décerné par les élèves de 26 collèges du département de l'Aude et par les lecteurs de 10 médiathèques)[36].
- 2018 : 1er Prix du ClubAdo de la librairie Privat de Toulouse, pour L'Archipel, tome 1[37].
- 2019 : Prix de la Mission Locale Picardie Maritime, Salon du livre Abbeville, pour L'Archipel, tome 1[38].
- 2019 : Prix 1001 Feuilles Ados pour L'Archipel (prix décerné par des collégiens et lycéens de Lamballe et ses environs, département des Côtes-d'Armor)[39]
- 2019 : Prix littéraire départemental des collégiens de l'Hérault pour L'Archipel[40]
- 2019 : Prix Ados Mauves en noir, décerné lors du Festival Mauves en Noir de Mauves-sur-Loire, pour L'Archipel[41]
- 2019 : 1er Prix Gwalarn Jeunesse, catégorie Ados, pour L'Archipel[42]
- 2019 : Prix « Entre les pages » pour L’Archipel, décerné par les collégiens d’Aix-en-Provence[43].
- 2019 : Prix des Embouquineurs, catégorie 4e-3e, pour L'Archipel[44]
- 2020-2021 : Prix du Jeune Lecteur Coudekerquois pour Virus Mortel, avec Neil Puard (décerné lors du Festival de la Mouette qui lit)[45].
- 2022 : Prix Imaginales des collégiens pour Kaimyo, tome 1[46].
- 2023 : Prix Spécial du Jury du livre-jeu au Festival International des Jeux à Cannes pour la série « Les Enquêtes Impossibles » (Albin Michel Jeunesse)
- 2023 : Prix Mordus d'lire catégorie CM2/6e pour Trouille Académie : L'École de toutes les peurs[47]
- 2023 : Prix Jeunesse Livres dans la Boucle pour Abracadabra : La Baguette volée[48]
- 2024 : Prix jeunesse Quais du polar - Ville de Lyon, pour Les Arsène : La Clef aux trois joyaux (Éditions Poulpe Fictions)[49]
- 2024 : Prix du livre policier jeunesse Croq’Polar catégorie 12 ans au salon Noir sur Ormesson, pour Vibrato (Gulfstream)[50]
- 2025 : Prix Jeunesse Montesquieu pour Le Baiser de la Tulipe noire (Les Enquêtes de Milady tome 1) avec Maxime Fontaine (Fleuve éditions) décerné par le Cercle des Amis de Montesquieu et les Collèges Montesquieu et Rambaud de La Brède[51].

## Expositions sur son œuvre
- 2019 : Alexandre, l'intrépide Dumas, musée Alexandre Dumas de Villers-Cotterêts. De janvier à mai 2019. Parcours autour de l'écriture du roman et de sa conception graphique. Expositions des notes manuscrites de l'auteur[52].

## Spectacles
- 2024 : L'Orchestre aux dents pointues, Conservatoire à rayonnement régional de Besançon. Adaptation par l'auteur de son roman du même nom[53].